# Polyscytalum griseum
Polyscytalum griseum är en svampart som beskrevs av Sacc. 1877. Polyscytalum griseum ingår i släktet Polyscytalum, divisionen sporsäcksvampar och riket svampar.   Inga underarter finns listade i Catalogue of Life.